# 杨振武
杨振武（1955年5月—），男，河北新乐人，中華人民共和國政治人物、高级记者。中央党校在职研究生学历。中共十七大、十八大、十九大代表，中共第十九届中央委员，第十三届全国人民代表大会常务委员会秘书长。

## 生平
1975年4月加入中国共产党。1978年毕业于南开大学中文系汉语言文学专业。1978年9月参加工作，任人民日报社总编室编辑，1984年任人民日报社驻河北记者站记者，1989年任人民日报社记者部副主任，1996年任人民日报社教科文部副主任，2001年任人民日报社记者部主任。2000年9月到2003年7月，在中共中央党校研究生院在职研究生班法学理论专业学习。
2004年任人民日报社编辑委员会委员、海外版总编辑，2006年任人民日报社副总编辑兼机关党委书记。2009年任中共上海市委常委、宣传部部长。2013年4月，出任人民日报社总编辑，晋升正部级。2014年4月30日，接替退休的张研农升任人民日报社社长。
2018年3月17日，在北京召开的第十三届全国人大第一次会议上，63岁的杨振武当选为全国人大常委会秘书长，成为2003年3月以来第一个不由全国人大常委会副委员长兼任的秘书长。2018年4月3日卸任人民日報社社長。2023月，他卸任全国人大常委会秘书长，转任社会建设委员会主任委員。